# Grodzisko Sulimira

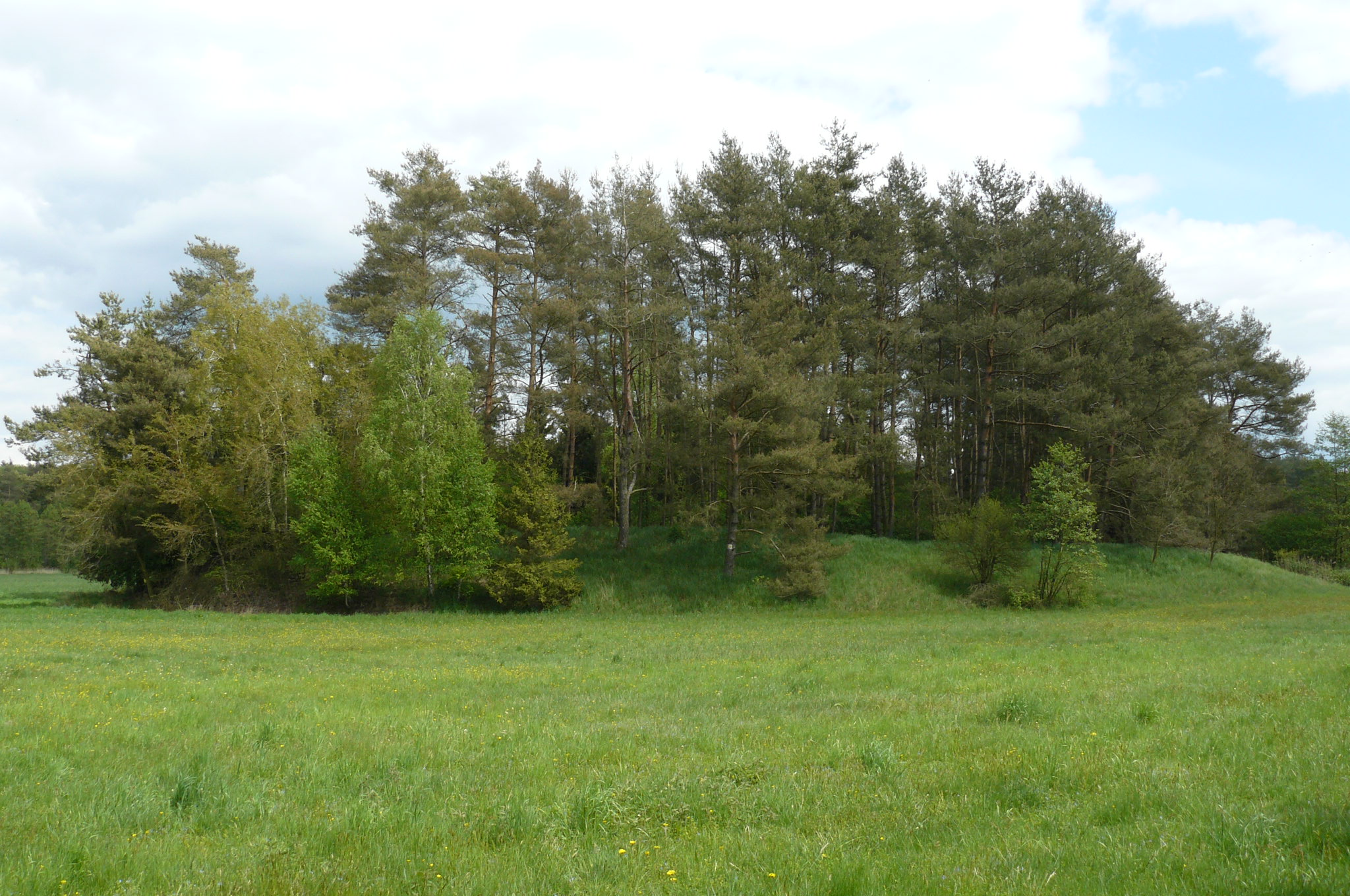
Widok ogólny z południa

Grodzisko Sulimira – zabytek archeologiczny zlokalizowany pośród śródleśnych łąk kompleksu leśnego Las Miejski, należącego do Dąbrów Krotoszyńskich, około 3 km na północny zachód od Sulmierzyc.

## Położenie i budowa
Najstarsze ślady obecności człowieka na terenie dzisiejszych Sulmierzyc i najbliższych okolic pochodzą z młodszej epoki kamienia. Gród Sulimira jest znacznie późniejszy - to dobrze zachowane wczesnośredniowieczne grodzisko pierścieniowe. Średnica wynosi 70 m, a wysokość piaskowych wałów - 3,5 m. Gród ten był miałby być siedzibą Sulimira - legendarnego założyciela Sulmierzyc. Powstał na pograniczu Śląska i Wielkopolski, po wielkopolskiej stronie umocnień granicznych. Teren ten nadawał się dobrze do obrony - były to obszary bagniste, zalewane przez Czarną Wodę. Gród otoczony był owalnym piaskowym wałem zwieńczonym prawdopodobnie palisadą. Wejście znajdowało się od wschodu. Od tej też strony przylegały tereny na których mieszkańcy uprawiali ziemię. W pobliżu grodziska odkryto także ślady osady.
Grodzisko jest dobrze zachowane, lecz mocno zarośnięte. Dojście pieszym szlakiem żółtym z Krotoszyna do Sulmierzyc dość utrudnione orientacyjnie (ostatni odcinek pozbawiony znaków - przez pola). W pobliżu przebiega droga wojewódzka nr 444.

## Legenda
Z grodziskiem wiąże się legenda o rycerzu Sulimirze, który założył tu osadę, mimo że odwodziła go od tego pewna wiedźma, strasząca jakoby żyjącym w tych okolicach diabłem. Nieustraszony Sulimir założył osadę, a za żonę pojął rudą i piegowatą Niemkę, by zapewnić sobie spokój od niemieckich napaści. Żona okazała się niewierna, Sulimir popadł w alkoholizm i został w końcu otruty. Późniejsze rządy żony były okrutne, w końcu wypędziła ona mieszkańców, którzy założyli pobliskie Sulmierzyce. Stary czart jednak nie odszedł i pewnego dnia ściągnął nad gród pioruna, który doszczętnie spalił osadę. Do dziś o północy w Wielkanoc, na miejscu dawnego grodziska słyszeć można brzęki metalu, bełkotliwą mowę, śmiechy szatana i płacz kobiety.

## Galeria

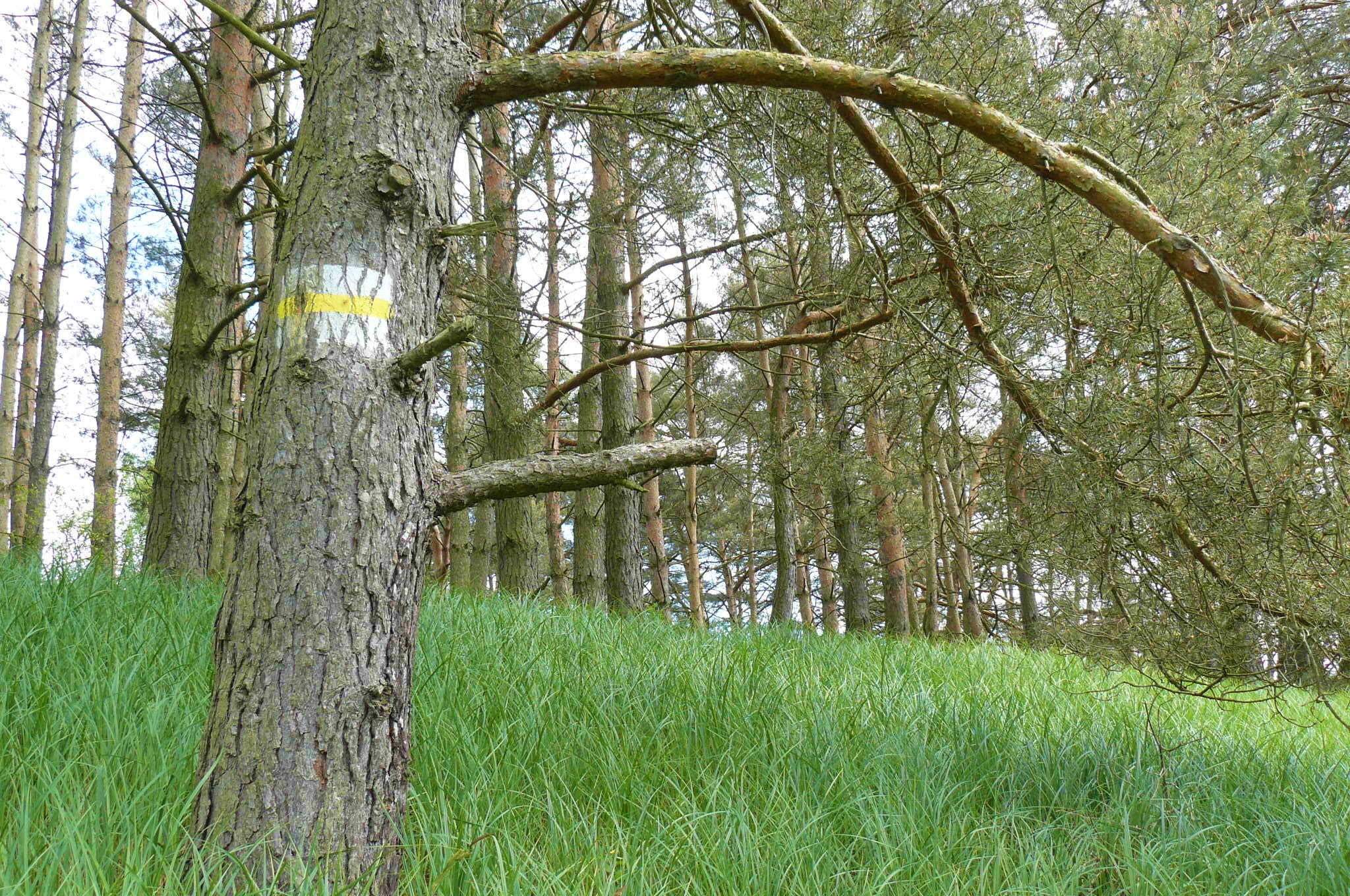
Fragment wału
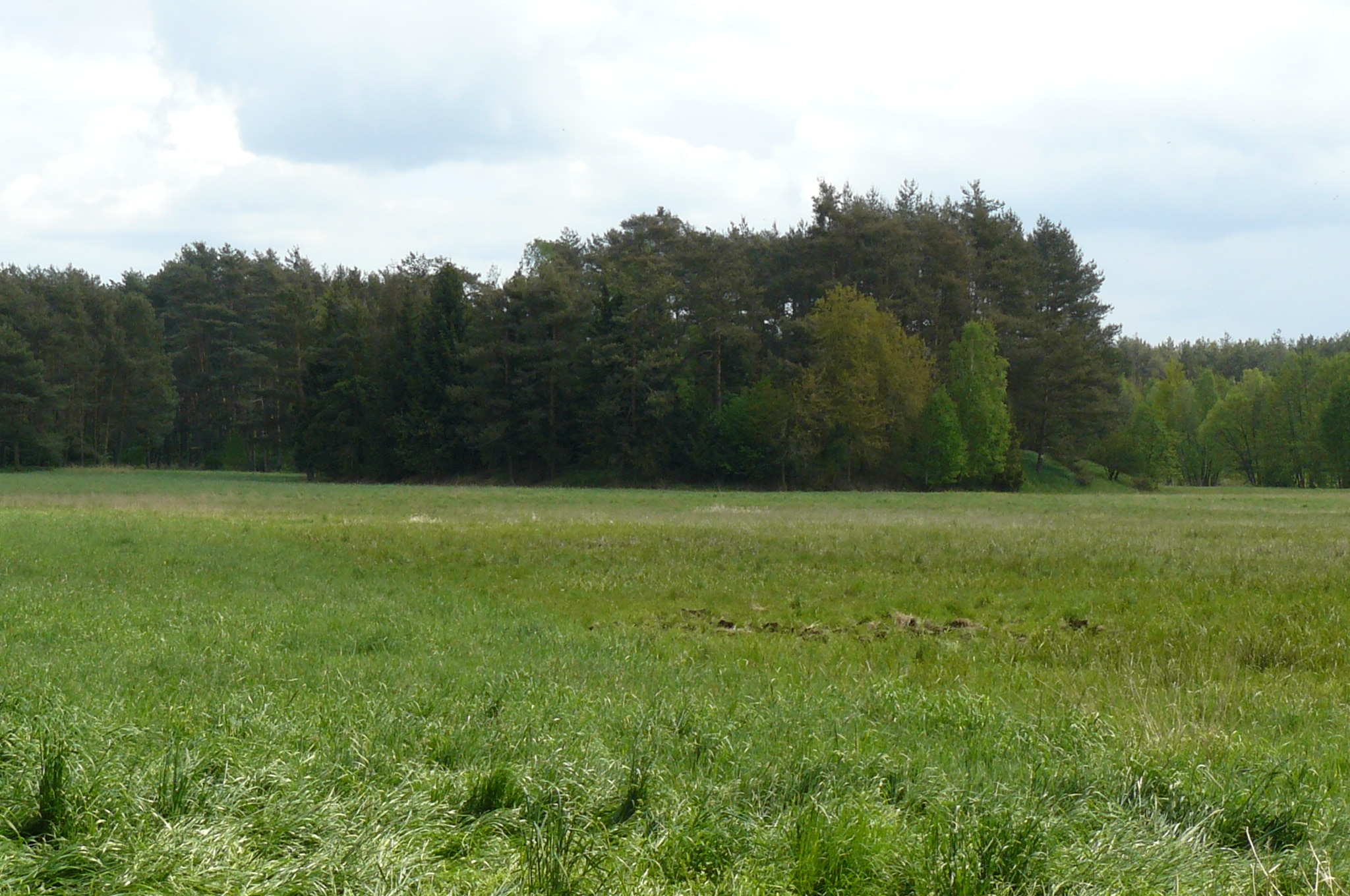
Całość z zachodu
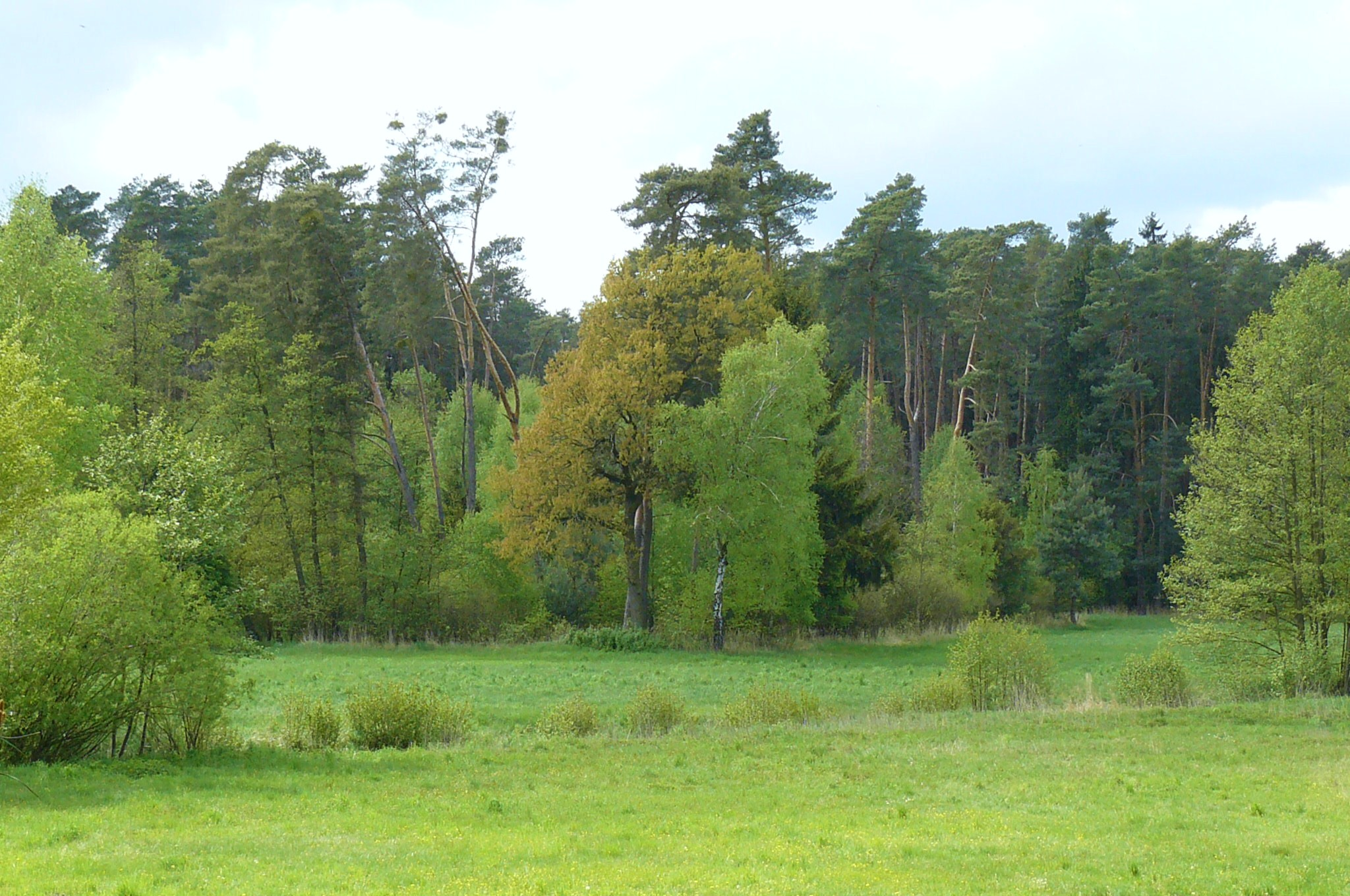
Widok z wału